# 하지 모하마드 참카니
하지 모하마드 참카니(다리어·파슈토어: حاجی محمد چمکنی, 1919년/1920년 ~ 2012년)는 아프가니스탄의 정치인이자 아프가니스탄 민주공화국의 제4대 혁명평의회 의장이다.
이전 의장이던 바브라크 카르말 정부의 혁명평의회 부의장으로 지내다가 1986년 11월 24일 카르말이 사임하자 의장에 올라 파키스탄과의 국경 문제 해결에 노력했고 1987년 9월 30일 임기를 마쳤다.
| 전임 바브라크 카르말 | 아프가니스탄의 혁명평의회 의장 1986년 ~ 1987년 | 후임 무하마드 나지불라 |